# Гімнотоподібні
Гімнотоподібні (Gymnotiformes) або риби-ножі — ряд костистих риб надряду остаріофізи.

## Поширення
Гімнотоподібні населяють прісноводні водойми неотропічних регіонів. Зустрічаються від Мексики на півночі до басейну Ла-Плати в Аргентині на півдні. Поширені переважно на схід від Анд, але деякі види відомі в трансандських частинах Еквадору, Колумбії та Венесуели.
Єдиний відомий викопний вид †Humboldtichthys kirschbaumi (раніше †Ellisella kirschbaumi) з доби пізнього міоцену Болівії належить до родини Sternopygidae.

## Опис
Тіло довге, вугроподібне, може бути стиснутим або округлим у перетині. Анальний плавець дуже довгий, містить понад 100 променів і тягнеться від початку грудних плавців до кінця тіла. Натомість черевні та жировий плавці відсутні, а в більшості видів немає й спинного та хвостового плавця (в редукованому стані вони присутні лише в представників родини Apteronotidae). Зяброві щілини вузькі, підкришкова кістка відсутня. Відхідник розташований під головою або грудними плавцями. Зуби на верхній щелепі відсутні.
Плавають за допомогою анального плавця. Промені цього плавця можуть здійснювати кругові рухи. Ці нічні риби здатні виробляти електричне поле для навігації, зв'язку, а у випадку електричного вугра (Electrophorus electricus) — для захисту й нападу. Електричні органи нейрогенні у дорослих представників родини Apteronotidae або міогенні (утворені із м'язових клітин) у решти гімнотоподібних.
Кілька видів використовується у акваріумістиці .

## Класифікація
Станом на жовтень 2024 року було відомо 273 дійсних види гімнотоподібних у 36 родах і 5 родинах. Ця група вважається сестринською до Сомоподібних (Siluriformes), з якими риби-ножі розійшлися у крейдовому періоді (близько 120 млн років тому).
Ряд класифікується за підрядами та надродинами, як показано нижче:
Ряд Gymnotiformes
- Підряд Gymnotoidei

Родина Гімнотові (Gymnotidae)
- Підряд Sternopygoidei

Надродина Rhamphichthyoidea
Родина Рамфіхтові (Rhamphichthyidae)
Родина Гіпопомові (Hypopomidae)
Надродина Apteronotoidea
Родина Стернопигові (Sternopygidae)
Родина Аптеронотові (Apteronotidae)